# Каменные Потоки
Каменные Потоки (укр. Кам'яні Потоки) — село, Каменнопотоковский сельский совет, Кременчугский район, Полтавская область, Украина.
Код КОАТУУ — 5322481701. Население по переписи 2001 года составляло 3662 человека.
Является административным центром Каменнопотоковского сельского совета, в который, кроме того, входят сёла Роево, Садки и Чикаловка.

## Географическое положение
Село Каменные Потоки находится на правом берегу реки Днепр, выше по течению примыкает село Садки, ниже по течению на расстоянии в 2 км расположено село Чикаловка. Считается, что около села Каменные Потоки начинается Каменское водохранилище. Через село проходит автомобильная дорога Н-08.

## История
- В 1692 году в селе построена первая деревянная церковь.
- В 1752—1764 годах тут была 4 рота новосербского Пандурского полка.
- В селе была Преображенская церковь.[2]
- Есть на карте 1796 как Каменна.[3]
- В 1859 году в селе владельческом Каменно- Потоцкое была церковь православная и 220 дворов где жило 1993 человека.[4]

## Экономика
- ООО АФ «Каменка».
- База отдыха «Маяк».

## Объекты социальной сферы
- Школа.Клуб.

## Религия
- Покровский храм.

## Достопримечательности
- Заброшенный карьер ,в окрестностях много курганов

## Известные жители и уроженцы
- Ипатенко, Ольга Никитична (1925—2010) — Герой Социалистического Труда.
- Захар Петрович Ялов (1870, с. Каменные Потоки  - 1923, там же) - украинский борец, чемпион мира по вольной борьбе.

## Галерея
- У клуба
- Школа
- Покровский храм